# Casa Gregori
La Casa Gregori és una casa d'Hostafrancs, al municipi dels Plans de Sió (Segarra), inclosa a l'Inventari del Patrimoni Arquitectònic de Catalunya.

## Descripció
Es tracta d'una casa situada al centre del nucli, concretament a la plaça de l'Església. Està realitzada amb paredat i els successius amos que ha tingut l'han anat ampliant comprant algunes façanes veïnes. Està estructurada amb tres plantes; la planta baixa on s'observa la porta d'entrada amb una llinda de pedra d'una sola peça on hi ha gravada la data de la seva construcció, 1762, i una segona porta just al costat formada per un arc rebaixat realitzat amb maó, que segurament era l'accés a les estances destinades a usos agrícoles. Al primer pis hi ha tres balcons amb les llindes i brancals formats per carreus de pedra ben treballats, i unes baranes de ferro forjat amb un treball decoratiu important. A la tercera planta, utilitzada com a golfes, trobem tres finestres de forma quadrangular de petites dimensions situades just sota la teulada.